# アーネスト・ファーラー

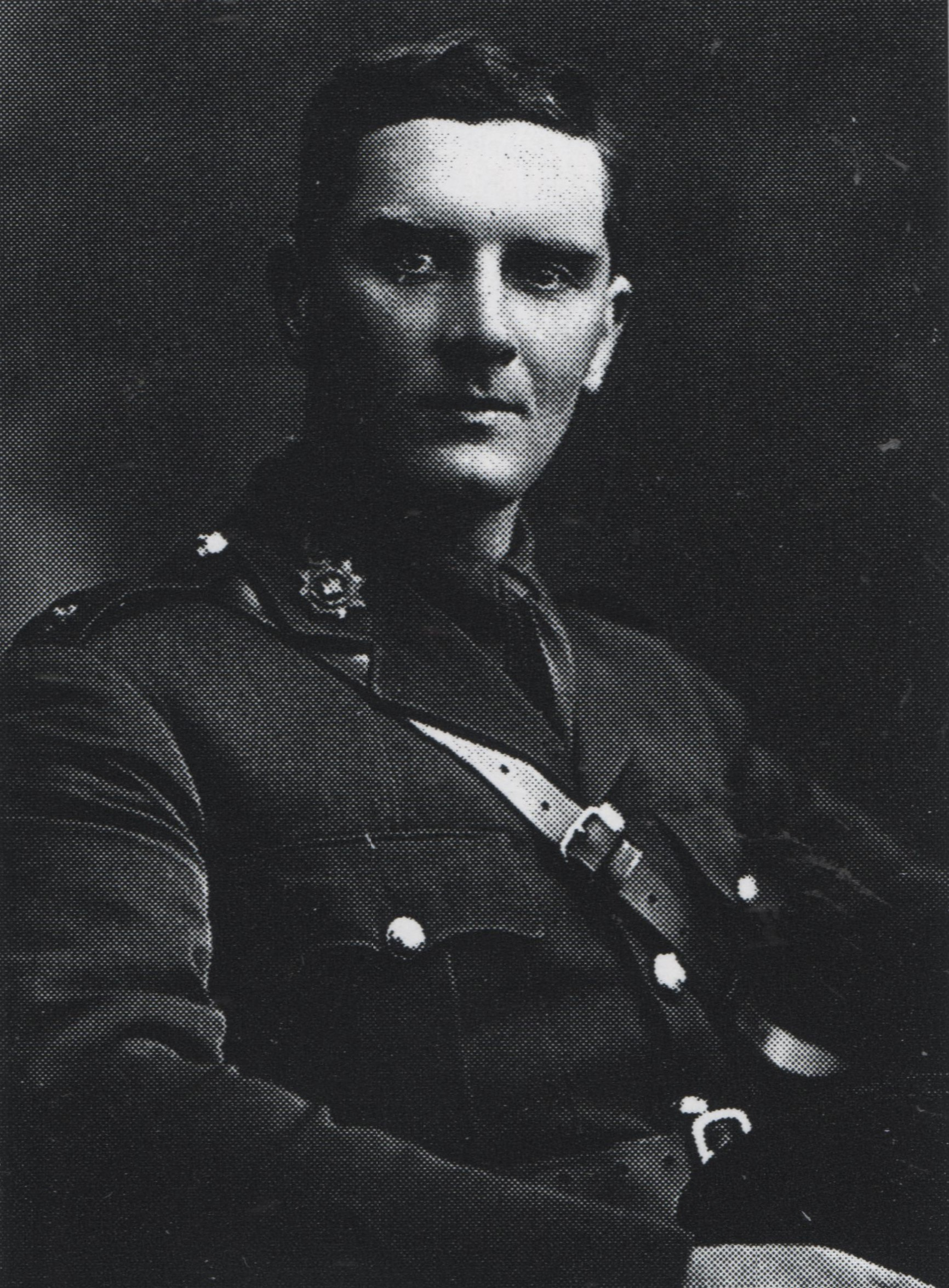
アーネスト・ファーラー

アーネスト・ブリストウ・ファーラー（Ernest Bristow Farrar, 1885年7月7日 - 1918年）は、イングランドの作曲家・オルガニスト。ロンドン・ルイシャム出身。
王立音楽大学でチャールズ・ヴィリアーズ・スタンフォードに師事し、彼自身も教壇に立ったが、第一次世界大戦でフランスに出征し、西部戦線にて戦死した。
短い生涯の間にかなりの量の作品を残したが、若干の歌曲を除けばほとんど顧みられていない。管弦楽曲はいくつかシャンドス・レーベルから録音されており、全般的にパリーやエルガーの影響が認められる。フランク・ブリッジとは作風は異なっていたが、馬が合った。今日ではジェラルド・フィンジの恩師として記憶されているにすぎない。